# Cycle Collstrop
Cycle Collstrop var et svensk cykelhold som holder til i Belgien. Holdet var en fortsættelse af det belgiske hold MrBookmaker.com og Unibet.com, og fik ProTour-lisens i december 2006.
I lighed med Astana Team er de ikke garanteret at komme med i alle ProTour-løbene 2007-sæsonen pga. uenighed mellem UCI og flere løb-arrangører. I tillæg har de haft problemer med at få stillet i cykelløb i Frankrig. Dette er fordi at det hævdes at de strider mod fransk lov når sponsoren er et netsted for gambling.
15. august 2007 blev det offentliggjort at holdet lukker efter 2007-sæsonen, blandt andet fordi de ikke kom til start i en eneste Grand Tour. 

## 2007

### Rytterne
| - Matteo Carrara - Jimmy Casper - Alexandre Khatuntsev - Arnaud Coyot - Baden Cooke - Markus Eichler - Gorik Gardeyn - Michal Golas - Jeremy Hunt |  | - Pieter Jacobs - Sergey Kolesnikov - Gustav Erik Larsson - Jonas Ljungblad - Luis Pasamontes - Victor Hugo Peña - Matthé Pronk - José Rujano - Niels Scheuneman |  | - Gil Suray - Laurens ten Dam - Erwin Thijs - Rigoberto Urán - Stijn Vandenbergh - Troels Vinther - Matthew Wilson - Marco Zanotti |

### Sejre
| Dato        | Løb              | Sted    | Vundet             | Rytter           |
| ----------- | ---------------- | ------- | ------------------ | ---------------- |
| 21.-27. maj | Katalonien Rundt | Spanien | Bjergkonkurrencen  | Luis Pasamontes  |
| 21.-27. maj | Katalonien Rundt | Spanien | Sprintkonkurrencen | Víctor Hugo Peña |

## Eksterne links
- Officiel hjemmeside Arkiveret 8. maj 2007 hos  Wayback Machine